# Milorad Krstić
Milorad Krstić (Dornberk, 1952 –) jugoszláv születésű, szerb származású, 1990 óta Magyarországon élő és dolgozó képző- és animációs művész, multimediális (fotó, animációs film, színház, képregény) alkotó.

## Élete
Dornberkben, egy német nevű faluban született a jugoszláv szlovén tagköztársaságban, közel az olasz határhoz. Szerb származású. Édesapja katonatiszt, édesanyja háztartásbeli volt. Kitünő tanulóként végezte a gimnáziumot, majd az Újvidéki Egyetemen szerezte meg jogi diplomáját, miközben folyamatosan festett is. Sikeres kiállításai (Dubrovnikban, Zágrábban, Újvidéken és Németországban) után azonban Roczkov Radmilával, feleségével – aki alkotótársa és segítője is – úgy döntött, véget vet jogi karrierjének és csak festeni fog. 1989-ben Magyarországra költöztek és 1990-ben a három Roczkov nővérrel megnyitották a rendszerváltás utáni első budapesti magángalériát az Andrássy úton, a Roczkov Galériát. 1982-től folyamatosan kiállít Európa különböző országaiban. Képzőművészeti tevékenységen túl számos színházi és multimédiás projektben is részt vett.
Feleségével Budapest VIII. kerületében élnek.

## Kiállításai
- American Dream. Roczkov Gallery, Budapest, 2000
- William Klein, Vancsó Zoltán és Milorad Krstić kiállítása. MEO Kortárs Művészeti Gyűjtemény, Budapest, 2004
- Das Anatomische Theater. Galerija ŠKUC, Ljubljana, Szlovénia, 2006
- Das Anatomische Theater. Körzőgyár Galéria, Budapest, 2007
- Das Anatomische Theater. Likovni Salon, Celje, Szlovénia, 2007
- Das Anatomische Theater. Műcsarnok, Budapest, 2011–2012[3]
- Spirit of the Műcsarnok / Spaces (ap)art. Műcsarnok, Budapest, 2019
- RUBENsremBRANDT. Collegium Hungaricum Berlin, Berlin, Németország, 2020
- RUBENsremBRANDT. Magyar Kulturális Intézet, Stuttgart, Németország, 2021

## Filmjei
- 1995 – My baby left me,[2] animációs film (forgatókönyv, rendezés, grafika, animáció)
- 1997 – Mou-Mush, animációs filmsorozat gyerekeknek (forgatókönyv)
- 1999 – Das anatomische Theater, interaktív art CD-ROM (forgatókönyv, rendezés, grafika, animáció; szerzőtárs: Roczkov Radmila)
- 2000 – Motel, animációs film (forgatókönyv)
- 2001 – Bartók Béla: A csodálatos mandarin (látvány- és díszletterv, rendező: Mészáros Márta)
- 2001 – Undo, játékfilm (forgatókönyv)
- 2002–2006 – Budapest, dokumentumfilm (forgatókönyv, operatőr, rendezés)
- 2004 – The adventures of Liam Grant, animációs filmsorozat gyerekeknek (forgatókönyv)
- 2018 – Ruben Brandt, a gyűjtő (forgatókönyv, látvány, rendezés)

## Színházi munkái
- 1993 – Szenvedély, érzékeny játék Déryné emlékiratai alapján (díszletterv, Honvéd Együttes, rendező: Triceps)
- 2002 – Madách Imre: Az ember tragédiája (látvány- és díszletterv, Új Nemzeti Színház nyitó előadása, rendező: Szikora János)
- 2009 – Friedrich Dürrenmatt: A fizikusok (díszletterv, Sanyi és Aranka Színház és Opera, rendező: Horváth Csaba / Forte Társulat)
- 2010 – Samuel Beckett: Ó, azok a szép napok! és Godot-ra várva – Figyeljük csöndben a mozgását (díszletterv, Trafó, rendező: Horváth Csaba / Forte Társulat)
- 2011 – Milorad Krstić: Ruben Brandt – Egy műgyűjtő csoportos portréja (író, díszletterv, Műcsarnok, rendező-koreográfus: Horváth Csaba / Forte Társulat)
- 2012 – Henrik Ibsen: Peer Gynt (díszlettervező, Csiky Gergely Állami Magyar Színház, rendező-koreográfus: Horváth Csaba / Forte Társulat)

## Könyvei
- 2003 – Budapest: Milorad Krstić festőművész vizuális expedíciója Budapesten. Budapest: Magyar Könyvklub. ISBN 2399989443341
- 2004 – Pegam & Lambergar. Ljubljana: Forum. [képregény]
- 2008 – Das anatomische Theater: The simultaneous games of 20th century / Simultane igre 20. stoletja / 20. századi szimultán játékok. Ljubljana: Forum; Budapest: Roczkov Studio. ISBN 978-963-06-3349-9

## Díjai

#### Ruben Brandt, a gyűjtő[4]
- Legjobb egész estés film – Bukarest ANIM’EST, 2018[5]
- Legjobb film (ASECAN zsűri díj), Legjobb forgatókönyv, Legjobb első film (CICAE zsűri díj) – 15. Sevillai Európai Filmfesztivál, 2018[6]
- Fődíj – Zágráb ANIMAFEST, 2019[7]
- Közönségdíj – Poznan ANIMATOR , 2019[8]
- Sky Arte televízió különdíja – Trieszti Filmfesztivál, 2019[9]
- Legjobb animációs film (BeTV díj) –  Brüsszel ANIMA, 2019[10]
- Legjobb egész estés játékfilm – Kecskeméti Animációs Filmfesztivál (KAFF), 2019
- Legjobb egész estés animáció – Magyar Filmdíj, 2019[11]
- A kultúra 50 arca – film – KULT50 (2019)
- Legjobb egész estés animációs film (Szűkített lista) – Oscar díj, 2019[12]
- Legjobb független egész estés animációs film (Nevezés) – Annie díj, 2019[13]

#### My Baby Left Me[14]
- Ezüst Medve díj – 45. Berlini Nemzetközi Filmfesztivál, 1995
- Legjobb első film – Annecy Nemzetközi Animációs Filmfesztivál, 1995
- A legszínvonalasabb képi formanyelvért és a legjobb első filmért // Magyar Film- és tévékritikusok díja – Kecskeméti nemzetközi Animációs Filmfesztivál (KAFF), 1996[15]
- MEDIAWAVE Alapítvány Díja – Győr, 1996
- A fim szerepelt az 1998. évi Filmszemle programjában és a Magyar Televízió „Százéves a film” című sorozatában Szabó István filmrendező válogatásában.

#### Das Anatomische Theater – interaktív CD-ROM
- Legjobb multimédia projekt (MIFA-díj) – Annecy-i Nemzetközi Animációs Filmfesztivál, 1999
- Novacom-díj, Budapest 2000[16]